# Dimitris Lyacos
Dimitris Lyacos (grekiska: Δημήτρης Λυάκος), född 19 oktober 1966, är en samtida grekisk poet och dramatiker. Han är författare till Poena Damni-trilogin. Lyacos verk kännetecknas av dess genrebrytande form och den avantgardiska kombinationen av teman från litterär tradition med element från ritualer, religion, filosofi och antropologi.
Trilogin växlar mellan prosa, drama och poesi i en bruten berättelse som återspeglar några av huvudmotiven i den västerländska kanon. Texten i sin helhet täcker inte mer än två hundra sidor, men trots dess längd tog verket över trettio år att slutföra. De enskilda böckerna reviderades och publicerades i olika utgåvor under denna period och är arrangerade runt ett kluster av begrepp inklusive syndabocken, sökandet, de dödas återkomst, försoning, fysiskt lidande och psykisk ohälsa. Lyacos karaktärer befinner sig alltid på avstånd från samhället; antingen som flyktingar, som berättaren från Z213: Exit; eller utstötta i ett dystopiskt inland, som karaktärerna i With the People from the Bridge; eller strandsatta, som huvudpersonen i The First Death vars kamp för överlevnad utspelas på en ökenliknande ö. Poena Damni har tolkats som en "allegori om olycka" tillsammans med verk av författare som Gabriel Garcia Marquez och Thomas Pynchon, och har erkänts som en representant för det postmoderna sublima såväl som ett av de märkbart anti-utopiska verken från 2000-talet.

## Liv
Lyacos är född och uppvuxen i Aten där han studerade juridik. Från 1988-1991 bodde han i Venedig. 1992 flyttade han till London. Han studerade filosofi vid University College London med de analytiska filosoferna Ted Honderich och Tim Crane med fokus på epistemologi och metafysik, antik grekisk filosofi och Wittgenstein. 2005 flyttade han till Berlin. Han är för närvarande bosatt i Berlin och Aten.

## Karriär
Lyacos började skriva en trilogi 1992 under det samlade namnet Poena Damni, med hänvisning till den svåraste prövningen som de fördömda själarna i helvetet måste uthärda, dvs. att inte längre kunna se Gud. Trilogin har successivt utvecklats som ett pågående arbete under trettio år. Den tredje delen (The First Death) kom först ut på grekiska (Ο πρώτος θάνατος) och översattes senare till engelska, spanska och tyska. Den andra delen med titeln "Nyctivoe" publicerades först på grekiska och tyska 2001, och kom ut på engelska 2005. Detta verk ersattes 2014 av en ny version med titeln With the People from the Bridge.

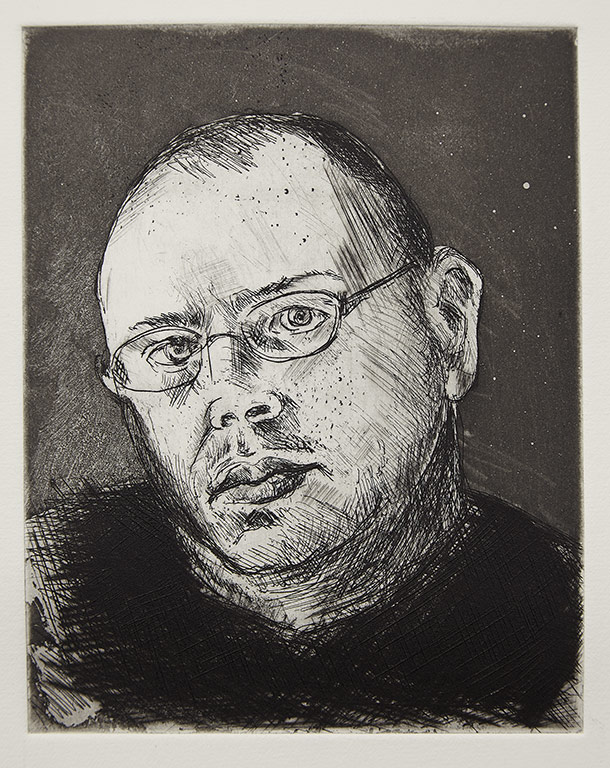
Dimitris Lyacos av Walter Melcher.

Konstnärer från olika slags discipliner har överfört Lyacos verk till olika medier. Den österrikiska konstnären Sylvie Proidl ställde ut en serie målningar 2002 i Wien. 2004 åkte en ljud- och skulpturinstallation av skulptören Fritz Unegg och BBC-producenten Piers Burton-Page runt på en europeisk turné. 2005 presenterade den österrikiska bildkonstnären Gudrun Bielz ett videokonstverk inspirerat av Nyctivoe. Danskompaniet Myia framförde en modern dansversion av Nyctivoe i Grekland från 2006 till 2009. En musik-/teaterversion av Z213: Exit av de grekiska kompositörerna Maria Aloupi och Andreas Diktyopoulos, framfördes 2013 av Das Neue Ensemble och den grekiska skådespelaren Dimitris Lignadis.
Dimitris Lyacos var internationell gästpoet med Les Murray 1998 på Wales internationella poesifestival i Aberystwyth. Därefter har han genomfört läsningar och föreläsningar om sitt verk vid olika universitet världen över, inklusive Oxford, Trieste, Hong Kong och Nottingham. 2012 var han Writer in Residence på The International Writing Program vid universitetet i Iowa. Han är en av de senaste grekiska författarna som har uppnått internationellt erkännande. Poena Damni är det mest recenserade grekiska litterära verket under de senaste decennierna och Z213: Exit är, utan tvekan, den bäst säljande boken med samtida grekisk poesi i engelsk översättning. 2017 var Lyacos gästförfattare på den internationella litteraturfestivalen i Tbilisi. 2018 representerade han Grekland på Transpoesie Festival i Bryssel, och 2020 var han gästförfattare i den internationella litteraturfestivalen i Pristina.

## Poena Damni

### Sammanfattning/Kontext
Trilogin skulle kunna klassificeras som tragisk poesi och episkt drama, men är ändå tydligt postmodern. Den utforskar tragedins djupa struktur istället för dess formella egenskaper, och har därför kallats ett post-tragiskt verk. Homeros, Aischylos och Dante såväl som de mörkare aspekterna av romantisk poesi tillsammans med symbolism, expressionism, och ett starkt religiöst och filosofiskt intresse genomsyrar verket. Poena Damni har, trots sina postmoderna drag, därför blivit mer förknippad med den högmodernistiska tradition som förknippas med James Joyce och Virginia Woolf. Den första av de tre delarna, Z213: Exit (Z213: ΕΞΟΔΟΣ), handlar om en mans flykt från en bevakad stad och hans resa genom drömlika, ibland mardrömslika, landskap. I den andra boken, With the People from the Bridge (Με τους ανθρωπους απο τη γεφυρα), är huvudpersonen i Z213: Exit berättarjaget som figurerar som en åskådare i ett improviserat skådespel som framförs under bågarna på en övergiven järnvägsstation. Den tredje boken, The First Death (Ο Πρώτος Θάνατος), börjar med en strandsatt man på en klippö och beskriver hans kamp för överlevnad samt söndervittringen av hans kropp och minnesbank.

### Översikt

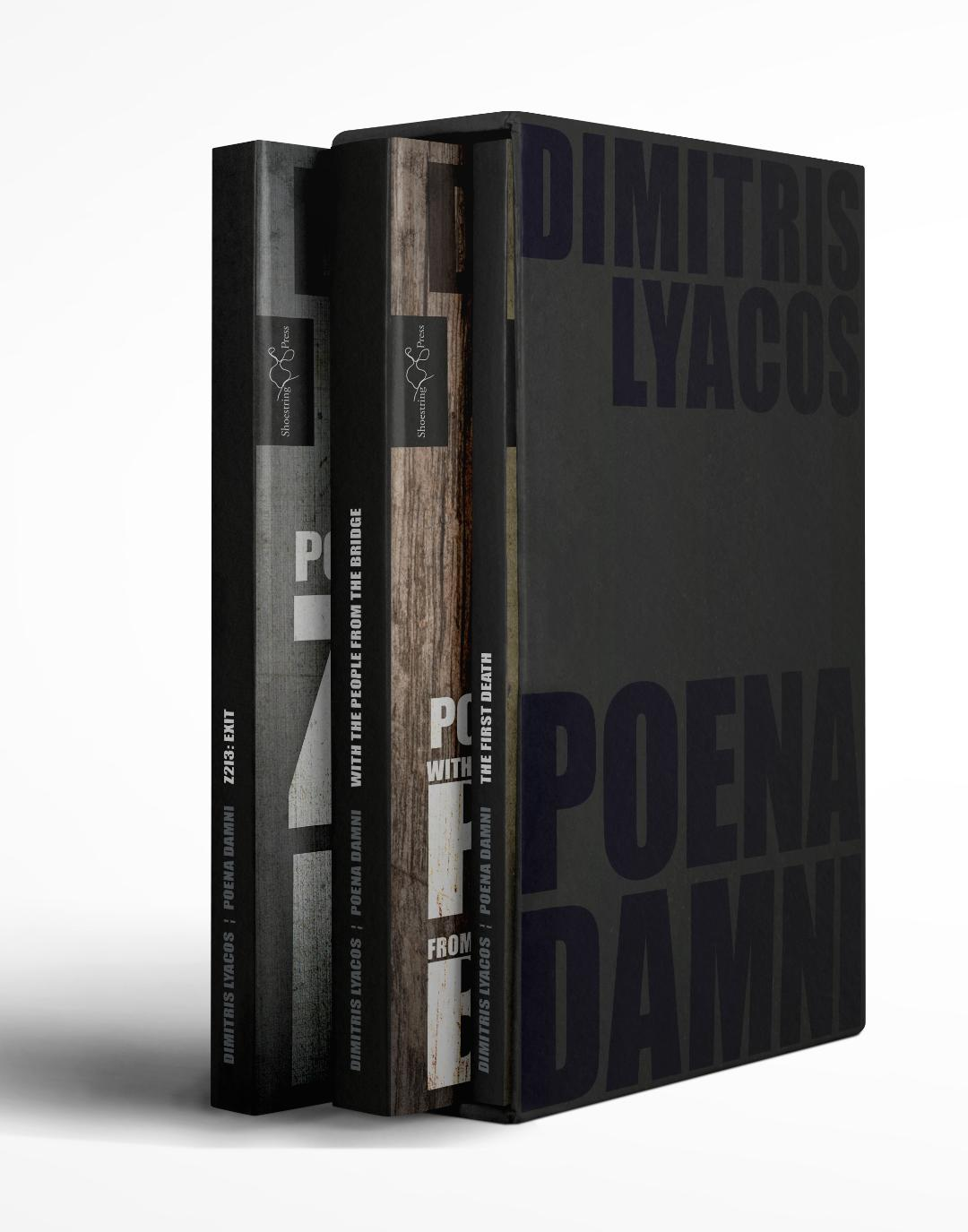
POENA DAMNI-TRILOGIN (bokbox, engelsk utgåva).

Verket är svårt att klassificera eftersom det överskrider de vanliga genregränserna. Z213: Exit omkontextualiserar element från den större grekiska kanonen, t.ex. hjälten som rymt och den hängivna vandraren. Boken använder ofta berättande form, och blandar poesi och prosa. Trilogin går över till en dramatisk framställning av karaktär och situation i With the People from the Bridge, och därefter till en kraftfullt lyrisk typ av poesi som används för att skildra kroppens upplösning och eventuella apoteos i The First Death. Möjligheterna till avvikelse mellan det upplevda och den objektiva yttre världen utnyttjas; läsaren följer det oregelbundna flödet av interna monologer som härrör från händelser i den yttre världen men i slutändan betraktas som reflekterade på ytskikten av huvudpersonens tankar och känslor. Den främmande miljö och de drömlika händelser som utspelar sig, presenteras å andra sidan med imponerande soliditet, vilket pekar på en alternativ verklighet eller avslöjar en dold dimension av världen. Med det perspektivet har verket tolkats som en slags ”transfiktion” (eng. surfiction) där världen som avbildas i trilogin öppnar ett utrymme för läsaren att bidra med sin egen internaliserade version.

### Z213: EXIT
Z213: Exit använder den antika palimpsestmetoden för att presentera en fiktiv vävnad som kombinerar element från både gamla och moderna källor såväl som "dialogen" mellan dess två huvudpersoner. Boken består av en serie fragmenterade inlägg i en fiktiv dagbok som återger erfarenheterna från en huvudperson utan namn under en tågresa in i ett okänt land. Mannen har frisläppts – eller rymt – från en tid i fångenskap som beskrivs rapsodiskt i hans dagbok och påminner om ett sjukhus, fängelse, ghetto eller någon slags enklav. Hans vandringar som följer bland öde landskap på verklighetens rand, äger rum i en noggrant detaljerad men också något Kafkaesk atmosfär, vilket understryker att de mest drömlika händelserna också är de mest äkta. Längs vägen går huvudpersonen djupare i det som framstår som ett kvasireligiöst uppdrag, samtidigt som hans växande intryck av att bli förföljd introducerar en grad av spänning och en film noir-liknande kvalitet. Texten handlar alltså om det metafysiska men påminner också om en deckare från 1940-talet, där en privatdetektiv i L.A. är på väg att göra en exceptionell upptäckt. Z213: Exit slutar med en beskrivning av ett offrande där huvudpersonen och ett "hungrigt sällskap som frossar" steker lamm på ett spett. De skär och skinnar dess ännu bräkande kropp och gröper ut dess inälvor som om man såg en helig ritual.

### With the People from the Bridge
With the People from the Bridge kretsar kring historien om en karaktär som påminner om mannen från Gerasa i Markusevangeliet, och bor på en kyrkogård, plågas av demoner och skär sig med stenar. Han träder ner i graven som tillhör sin döda älskare och försöker öppna kistan där hon verkar befinna sig i ett tillstånd utan att vara påverkad av förruttnelse, och hans brådskande begär återupplivar hennes kropp vars väg tillbaka till livet är det som beskrivs. Graven blir en "fin plats i enrum" för älskare som fortfarande kan omfamna varandra.
Berättelsen återges med ett multiperspektivt narrativ som baseras på gengångarens tema genom första persons-skildringar av fyra karaktärer: en man besatt av demoner försöker återuppliva sin älskares kropp men förenar sig till slut med henne i graven. Handlingen är del av ett sammanhang som påminner om en festival för de döda såväl som en vampyr-epidemi. Det finns tydliga hänvisningar till kristen tradition samt eskatologi, och verket leder fram till i en gemensam kontemplation över kollektiv frälsning som i slutändan lämnas olöst efter en sista berättartwist.

### The First Death

Poeten Lyacos med en slaga. Yiannis Melanitis, ojemålning på preparerad träpanel, 104 x 39,2 cm, 2012-13.

I The First Death ges inte plats åt en lemlästad kropp som maler mot klippor och lider av en nedbrytning utan slut, fysisk och mental, då till och med minnets mekanismer går ur led. Ändå kvarstår bandet mellan person och kropp som krävs för att livet ska fortsätta, och "vid den punkten utan substans / där världen kolliderar och beger sig" tar kosmos mekaniska instinkter till handling med ett dån och slungar denna oreducerbara substans i rymden igen, vilket kanske leder till en framtida förnyelse.

## Kritiskt mottagande
Poena Damni är det mest recenserade verket av nutida grekisk litteratur i översättning. Dess olika utgåvor har fått 68 internationella recensioner fram till sommaren 2020, och det har erkänts som "ett av de mest diskuterade och mest lovande verken i samtida europeisk litteratur.” Det har hyllats för att det på ett kreativt sätt lyckats överskrida distinktionen mellan modernism och postmodernism, och samtidigt är väl grundat i ett stort urval av kanoniska texter i västerländsk litteratur. Ett flertal kritiker noterar användningen av ett intrikat nätverk av textreferenser och parafraser av klassisk och biblisk litteratur, samt verkets unika stil och karaktär. En kritiker gjorde dock även observationen att "trots att det är vackert skrivet och hjärtskärande, fyllde de ohyggliga detaljerna i vissa delar [henne] med alltmer fasa för varje sida", och hon utfärdade därför en innehållsvarning för läsare. Trilogin har gett upphov till en avsevärd mängd akademisk kritik och ingår i olika kursplaner på universitetet om postmodern litteratur. Lyacos har även nämnts som kandidat till Nobelpriset i litteratur.